# Sphecodes sikkimensis
Sphecodes sikkimensis är en biart som beskrevs av Blüthgen 1927. Sphecodes sikkimensis ingår i släktet blodbin, och familjen vägbin. Inga underarter finns listade i Catalogue of Life.